# Bakary Diakité
Ne doit pas être confondu avec Bakary Diakité (homme politique).
Pour les articles homonymes, voir Diakité.
Bakary Diakité né le 9 novembre 1980 à Francfort-sur-le-Main en Allemagne, est un footballeur international malien évoluant au poste d'attaquant au Gostaresh Foolad en Iran.

## Biographie
Formé à l'Eintracht Francfort, il passe dans plusieurs autres clubs européens (De Graafschap…).
Il signe à l'OGC Nice en France, lors de l'été 2003. Mais malgré deux saisons au club il joue peu et ne confirme pas les prestations talentueuses qu'il avait montré dans ses précédents clubs. 
Il joue ensuite dans plusieurs clubs allemands. Il s'engage en 2010 avec le FC Foolad (Iran).
Au total Bakary Diakité a joué 9 matchs en 1re division allemande, 64 matchs en 2e division allemande, 8 matchs en Ligue 1 et 23 matchs en 1re division néerlandaise.

## Carrière

### Parcours junior
- 1984-1987 :  SV Bonames
- 1987-1998 :  Eintracht Francfort
- 1998-1999 :  VFL Bochum

### Parcours professionnel
- 1999-2000 :  VFL Bochum (réserve)
- 2000-2002 :  De Graafschap
- 2002-2003 :  Eintracht Francfort
- 2003-2005 :  OGC Nice
- 2005-2006 :  SV Wehen
- 2006-2009 :  FSV Mayence 05
  - 2007 : →  TuS Coblence
  - 2007-2008 : →  SV Wehen
- 2008-2009 :  SV Wehen
- 2009-2010 :  FSV Francfort
- 2010-2011 :  FC Foolad
- 2011-2013 :  Gostaresh Foolad
- 2013 : Army United Football Club